# غلم
غلم (بالفارسية: گلم) هي قرية تقع في قسم بيزكي الريفي (مقاطعة تشناران) في إيران. يقدر عدد سكانها بـ 167 نسمة بحسب إحصاء 2016.